# Nintendo Direct
Nintendo Direct is een digitale presentatieserie van het Japanse computerspelbedrijf Nintendo. In deze presentaties maakt het bedrijf de spellen bekend die in ontwikkeling zijn met eventueel een datum van lancering. De presentatiereeks is begonnen in 2011 en er waren in juni 2021 130 afleveringen uitgezonden.

## Geschiedenis

### 2011-2015
Op 21 oktober 2011 werd de eerste Nintendo direct uitgezonden. Deze presentatie werd geleidt door Satoru Iwata en is uitgezonden in Japan en Noord-Amerika. In deze presentatie werd er meer informatie gegeven over aankomende games voor de Nintendo 3DS en Wii. De presentatie was strak georganiseerd en bij elke game werd ongeveer 5 minuten lang stil gestaan om details vrij te geven. Er werd geen gebruik gemaakt van achtergrondmuziek en de achtergrond van de presentator was wit. De presentatie was van tevoren opgenomen, wat zorgde voor een snelle presentatievorm. Kenmerkend aan deze presentaties is dat de presentator met twee handen naar voren beweegt bij het woord "Direct" als teken dat de informatie direct vanaf het ontwerpteam naar de kijker wordt doorgegeven. 
Vanaf 2012 worden de presentaties ook in Europa uitgezonden. Naast de wereldwijde presentaties, zijn er ook lokale presentaties. Deze zijn dan voor games die bijvoorbeeld alleen in Japan uitkomen of in een bepaalde regio een andere lanceerdatum hebben. Deze presentatie werd in Europa onder andere gepresenteerd door Satoru Shibata en in Amerika door Reggie Fils-Aimé.
De presentatie rondom E3 werden wel groter aangepakt. Hierin werden snelle grappen gemaakt en duurde wat langer. Er zijn verschillende coöperaties opgezocht voor deze presentatie, zoals met de ontwikkelaars van de Muppets.
Vanaf juli 2015 kwam er onduidelijkheid bij de Nintendo Direct presentatie. Dit kwam omdat Iwata overleed na een lang ziektebed en het onbekend was wie deze rol ging opvullen. 

### 2015-heden
De eerste maanden na het overlijden van Iwata bleef het stil om de Nintendo Direct. Op 12 november 2015 werd deze stilte weer onderbroken door een nieuwe presentatie. De presentator werd de regionale presentator van afgelopen afleveringen. Ondertussen werd er nagedacht over een nieuwe vorm van presenteren. Deze vorm werd uiteindelijk toegepast vanaf 12 april 2017. Een nieuwe presentator met de naam Yoshiaki Koizumi geïntroduceerd. De achtergrond was niet meer wit maar gelijk aan de kleuren van het logo van Nintendo. Er kwam een rustig achtergrondmuziekje bij en de presentatie bevatte meer spellen. De kleinere games met minder informatie kregen ongeveer 1 minuut de tijd terwijl grotere games met meer informatie ongeveer 10 minuten de tijd hebben om details vrij te geven. Het gebaar bij het woord "direct" werd eruit gehaald. 